# Duboka (Čaglin)
Duboka je naselje u Republici Hrvatskoj u Požeško-slavonskoj županiji, u sastavu općine Čaglin.

## Zemljopis
Duboka je smještena na obroncima Krndije, oko 5 km sjeverno od Čaglina, susjedna sela su Jasik, Milanlug i Vukojevica.

## Stanovništvo
Prema popisu stanovništva iz 2011. godine Duboka je imala 64 stanovnika.
| broj stanovnika | 206   | 226   | 195   | 272   | 305   | 362   | 318   | 395   | 249   | 254   | 260   | 230   | 177   | 130   | 72    | 64    | 38    |
|                 | 1857. | 1869. | 1880. | 1890. | 1900. | 1910. | 1921. | 1931. | 1948. | 1953. | 1961. | 1971. | 1981. | 1991. | 2001. | 2011. | 2021. |